# Gualtiero di Saint-Omer
Gualtiero di Saint-Omer (Saint-Omer, ... – Terrasanta, 1174) è stato un nobile francese, principe di Galilea jure uxoris in quanto marito della principessa Eschiva di Bures.

## Biografia
Apparteneva alla famiglia dei Saint-Omer, signori dell'omonimo borgo, figlio di Guglielmo II di Saint-Omer. Compare già nel 1143, quando assieme al padre sottoscrisse un documento che sanciva una compravendita terriera tra il conte di Fiandra Teodorico I e l'abbazia di San Bertino.
Nel 1151 era già castellano di Saint-Omer, e come tale sottoscrisse una donazione del conte Teodorico alla città di Saint-Omer in quell'anno e una seconda sei anni dopo. Nello stesso periodo fu comunque attratto dalle prospettive di ricchezza derivanti dalle Crociate, e nel 1153 si trovava nel regno di Gerusalemme, partecipando alla vittoriosa battaglia di Ascalona.
Rimasto vedovo della prima moglie Maria di Brienne, si risposò con Eschiva di Bures, principessa di Galilea, divenendo così uno dei più importanti feudatari ierosolimitani. In questa veste divenne uno dei principali collaboratori dei monarchi di Gerusalemme, comparendo come testimone in numerosi documenti redatti da Baldovino III e Amalrico I. Morì nel 1174, e la moglie si risposò con Raimondo III di Tripoli.

## Discendenza
Quando ancora risiedeva nel regno di Francia si sposò, all'incirca nel 1151, con Maria di Brienne, dalla quale non ebbe figli e che gli premorì.
Si risposò nuovamente in Terrasanta attorno al 1158 con la principessa di Galilea Eschiva di Bures, che gli diede quattro figli:
- Ugo II di Saint-Omer (1160 circa - 1204), uno dei principali capi crociati nella lotta contro Saladino;
- Guglielmo di Saint-Omer, premorto al fratello maggiore;
- Raoul di Saint-Omer (?-1220 circa), siniscalco di Gerusalemme e partecipante alla quarta crociata;
- Oddone di Saint-Omer (?-1220 circa), signore di Gogulat e vassallo del regno armeno di Cilicia.